# نوت سیئر
نوت سیئر (انگلیسی: Noot Seear؛ زادهٔ ۵ اکتبر ۱۹۸۳) یک مانکن و هنرپیشه اهل کانادا است.
از فیلم‌ها یا مجموعه‌های تلویزیونی که وی در آن‌ها نقش داشته است می‌توان به گرگ و میش: سپیده‌دم - قسمت دوم، گرگ و میش: ماه نو و جوخه سرد اشاره نمود.